# Mekamaadwewininiwag
Mukmeduawininewug (Pillagers, Leech Lake, Makandwewininiwag, Mekamaadwewininiwag), jedna od deset glavnih skupina Chippewa Indijanaca s područja jezera Leech Lake u Minnesoti. Danas žive na rezervatima Cass Lake, Lake Winnibigoshish i Leech Lake utemeljenim 1855. Na rezervatima im se nalaze naselja Gaa-zagaskwaajimekaag (Leech Lake), Gaa-miskwaawaakokaag (Cass Lake) i Wiinibiigoshishiing (Lake Winnibigoshish). Poznatiji poglavica bio im je Eshkebugecoshe.
Izvorno su se sastojali od nekoliko podbandi:
- Winnebegoshishiwininewak (Lake Winnibigoshish)
- Leech Lake
  - Bear Island (on Leech Lake)
  - Boy Lake
  - Pine Point (on Leech Lake)
- Otter Tail Lake
- Pillager
  - Upper Crow Wing River
  - Wing River
- Red Cedar (Cass) Lake
- Turtle Portage

## Vanjske poveznice
- Treaty with the Pillager Band of Chippewa Indians, Aug. 21, 1847.